# Arycanda ptochopis
Arycanda ptochopis là một loài bướm đêm trong họ Geometridae.